# Rio Ituí
O rio Ituí é um rio que banha o estado do Amazonas, no Brasil. Desagua no rio Javari, na altura do município de Atalaia do Norte.

## Etimologia
"Ituí" procede do termo tupi antigo ytu'y, que significa "rio das cachoeiras" (ytu, cachoeira e 'y, rio).